# Proteuxoa lucifera
Proteuxoa lucifera là một loài bướm đêm trong họ Noctuidae.